# Alfonso Aldiverti
Alfonso Aldiverti (fl. XVII secolo) è stato un pittore italiano, attivo a Rovigo nel XVII secolo.

## Biografia e opere
Le notizie biografiche sono scarse: si sa che era figlio di un notaio e che uno zio era Fabrizio Aldiverti, inquisitore del Sant'Uffizio. Proprio su commissione di quest'ultimo dipinse alcune Storie della vita di Cristo (1615) nella chiesa di Santa Maria della Neve, dallo stile antiquato e legato alla lezione del Dürer. A Rovigo dipinse pure un ritratto del santo collocato nella cappella laterale dedicata a San Carlo Borromeo della chiesa di San Bartolomeo (opera poi sostituita nel 1794 da una Apparizione della Madonna col Bambino a San Carlo Borromeo di Tommaso Sciacca) mentre a Lendinara lasciò lavori nel castello e nella chiesa di San Biagio (1617).